# Forduló (Ukrajna)
Forduló (ukránul: Облаз [Obláz]) falu Ukrajnában, Kárpátalján, a Huszti járásban.

## Fekvése
Huszttól északkeletre, Berezna mellett fekvő település.

## Nevének eredete
Az Obláz helységnév ruszin dűlőnévből keletkezett névátvitellel (1864: Obláz (dűlő). A dűlőnév alapjául a ruszin-ukrán облаз ’meredek szikla, szirt’ főnév szolgált. A magyar Forduló az eredeti szláv névvel nincs kapcsolatban, 1904-ben hozták létre hivatalos úton (Lelkes 66).

## Története
Fényes Elek szerint „Abláz orosz falu Beregh vármegyében, Szelestóhoz ½ órányira: 99 g. kath., lak. F. u. gr. Schönborn.” 
Nevét 1898-ban Abláz néven írták (hnt.). Későbbi névváltozatai: 1904-ben Oblaz, Forduló (Lelkes 66), 1907-ben Forduló (hnt.), 1913-ban Forduló, 1944-ben Obláz, Облазъ, 1983-ban Облаз.
A falu 1904 előtt Berezna külterületi lakott helye volt, 1904-ben keletkezett.